# 魯蛋
魯蛋，台灣男性電子遊戲玩家、網路節目主持人、實況主，於Twitch經營頻道「餐餐自由配」，因此被稱為餐哥。曾主持麥卡貝網路電視電玩節目《魯蛋當家》、《現在宅知道》。

## 經歷
魯蛋從2011年開始電子遊戲實況，為台灣實況圈早期的人物。2012年，魯蛋開實況玩巴哈姆特電玩資訊站網友以《RPG製作大師2003》製作的恐怖遊戲《沉默的小鎮2》，把恐怖遊戲玩成無厘頭搞笑遊戲而爆紅，並衍生網路流行語「大中天」；而該實況影片啟發許多人開始從事遊戲實況，包括王永傑、聶寶。2016年3月4日，魯蛋發表虛擬看板娘「懶妹」，懶妹結合懶猴與美少女之形象由台灣繪師俺正讀設計。
根據Twitch在2021年資料外洩而透露的實況主收入資訊，魯蛋在該平台的收入為台灣實況主之首。而在2019年的一次直播中，魯蛋Twitch頻道同時觀看人數達到八千人。
魯蛋的第一次婚姻在2019年9月結束，與前妻YJ協議離婚。2022年4月，魯蛋宣布，與實況主小墨再婚，並已在新北市林口區買房；結婚日期為2021年6月9日。
2022年6月3日，中華職棒中信兄弟舉辦品牌日活動，為慶祝其Twitch頻道付費訂閱數超過2萬，邀請魯蛋在其主場臺中洲際棒球場為球賽開球。
2023年11月24日，魯蛋與小墨的兒子「小餐包」出生。

## 外部連結
- 餐餐自由配的Twitch频道
- 魯蛋的Facebook專頁
- 魯蛋的Instagram帳戶
- 魯蛋的X（前Twitter）
- YouTube上的魯蛋頻道